# Байронический герой
Байронический герой — тип романтического героя, который покорил воображение европейской публики после выхода поэмы лорда Байрона «Паломничество Чайльд-Гарольда» (1812—1818). Роман был насыщен автобиографическими мотивами.

## Общая характеристика и развитие
На рубеже 1820-х годов получил дальнейшее развитие в рассказе Джона Полидори «Вампир», романе Чарльза Матюрина «Мельмот Скиталец», байроновских поэмах вроде «Корсара». Александр Сергеевич Пушкин в романе «Евгений Онегин» иронизировал по поводу популярности таких сочинений:
Британской музы небылицы

Тревожат сон отроковицы,

И стал теперь её кумир

Или задумчивый Вампир,

Или Мельмот, бродяга мрачный,

Иль Вечный Жид, или Корсар,

Или таинственный Сбогар.

Лорд Байрон прихотью удачной

Облёк в унылый романтизм

И безнадежный эгоизм.
Герои перечисленных Пушкиным произведений превосходят окружающих умом и образованностью, они загадочны и харизматичны, неодолимо влекут к себе персон противоположного пола. Они ставят себя вне общества и закона, взирают на общественные установления с высокомерием, доходящим подчас до цинизма. Презрение к правилам общежития иногда доводит их до преступления. Присутствие тёмной стороны (неблаговидное прошлое) сближает такого героя с антигероем. Этот полудобровольный отшельник упивается своим скитальчеством или изгнанничеством (см. мировая скорбь); по словам В. В. Набокова, он «не в ладах и с раем, и с адом, и с богами, и с людьми».

## Характеристика и оценки
Как отмечал литературовед Б. А. Кузьмин, «потенциальным героем Байрона был революционер, реальным — разочарованный одинокий мститель. Первого можно было трактовать в духе античных идеалов революционного классицизма, к которому Байрон всё время стремился. Второй сохранял своё величие только благодаря романтической идеализации».
Пушкин утверждал, что в романе «Адольф» 1816 года французский писатель Констан первый вывел на сцену сей характер, впоследствии обнародованный гением лорда Байрона. На самом деле дебютом разочарованного в себе и в мире скитальца стала полуавтобиографическая повесть Шатобриана «Рене» (1802), которая, в свою очередь, продолжает сентименталистскую традицию смакования собственных горестей, идущую от гётевских «Страданий юного Вертера» (1774). Примерами байронических героев в позднейшей литературе викторианского периода могут служить Хитклифф и Рочестер из романов сестёр Бронте. Чертами байронизма наделены также главные герои многих приключенческих романов XIX и XX веков (например, граф Монте-Кристо, капитан Немо).

## Специфика в русской культуре
Для байронического героя, пересаженного на русскую почву, характерна рефлексия: это Гамлет и Дон Жуан в одном лице. Свойственный героям этого типа демонизм в полной мере воплотился в лермонтовском «Демоне». В качестве байронического героя русскими поэтами был переосмыслен и изгнанный на далёкий остров Наполеон. Евгений Онегин и Печорин представляют собой дальнейшее развитие типа в условиях русского общества — это т. н. лишние люди.